# XV Толедський собор
П'ятнадцятий Толедський собор (лат. Concilium Toletanum XV) зібрався в Толедо 11 травня 688 року за вестготського короля Егіки. Це був перший із трьох скликаних ним Соборів.

## Історія
У 680-681 роках Шостий Вселенський собор відкинув монофелітство і затвердив вчення діафелітства про те, що Христос мав дві волі. Рішення собору було відправлено митрополиту Толедо Кирику, який помер до того, як воно дійшло до нього, і потрапило до рук його наступника Юліана. Реакція іспанських єпископів на листа Бенедикта II не сподобалася Папі, особливо фраза voluntas genuit voluntadem, що означає «породжує волю». Тим не менш, Юліан захищав свої пропозиції, і їх прийняв п'ятнадцятий собор. Деякі припускають, що розкол з римською церквою був неминучим, але його відвернули політичні події як в Іспанії, так і в Італії (арабське вторгнення 711 року). Однак ця думка не є загальноприйнятою.
Егіка, крім підтвердження богослов'я Юліана, мав і другу причину для скликання собору. Він був зобов'язаний своїм попередником Ервігом, скласти дві клятви, перш ніж вступити на престол. По-перше, він був змушений присягнути ніколи не завдавати шкоди дітям Ервіга, коли Ервіг видав за нього свою дочку заміж. По-друге, він був змушений перед смертю Ервіга заприсягтися відстоювати справедливість для народу. Егіка стверджував, що через несправедливість Ервіга не міг захистити своїх дітей, якщо хотів віддати належне людям. Зазвичай вважають, що Ервіг несправедливо конфіскував майно і воно перебувало у руках його дітей. Отже, Егіці доведеться забрати це майно, щоби повернути його законним власникам. Він хотів, щоб захист дітей Ервіга був вирваний із його рук. Єпископи наказали йому любити своїх родичів, але звільнили його від присяги. Він хотів, щоб вони також скасували рішення 
тринадцятого Собору, які захищали сім'ю Ервіга, але єпископи відмовилися, заявивши, що цей канон не захищає їх від справедливого покарання.